# Фуггер, Якоб
Я́коб Фу́ггер — мла́дший (нем. Jakob Fugger, по прозвищу Бога́тый (нем. Jacob Fugger der Reiche; 6 марта 1459 — 30 декабря 1525) — аугсбургский банкир и торговец, глава аугсбургского торгово-банкирского дома Фуггеров, самый богатый человек Европы своего времени. Он первым стал вести торгово-финансовые дела по всей Европе, от Венгрии и Польши до Мадрида и Лиссабона, от Голландии до Неаполя. В мае 1511 года был возведён в дворянство. Его память увековечена в Вальгалле. В Аугсбурге его имя носит квартал Фуггерай.

## Биография

### Семья, юность
Якоб Фуггер был десятым из одиннадцати детей, рождённых Якобом Фуггером Старшим (р. после 1398 г.; ум. — 1469 г.) и его женой — дочерью мастера монетного двора Франца Бейзингера Барбарой (р. 1419 — ум. 1497). Бывшие жителями свободного имперского города Аугсбург во втором поколении, Фуггеры зарекомендовали себя как успешные торговцы. Дед Якоба Фуггера Ганс иммигрировал в Аугсбург в 1367 г.: он получил гражданство через брак и уже нажил значительное состояние на торговле хлопком с Италией. Его сын Якоб Фуггер Младший был одним из самых богатых жителей Аугсбурга всего за несколько лет до своей смерти.
У Якоба Фуггера было шесть старших братьев. Андреас и Ганс умерли молодыми в Венеции, как и Петр в Нюрнберге в 1473 году. Его брат Маркус был священнослужителем, с 1470 г. писарем в папской канцелярии в Риме, где и умер в 1478 г. Оставшиеся братья Ульрих (1441—1510) и Георг (1453—1506) заложили основу для подъёма компании по всей Европе. Около 1470 г. они основали торговые посты в важных торговых центрах — Венеции и Нюрнберге. Заслуги Ульриха перед императором Священной Римской империи Фридрихом III Габсбургом назывались причиной получения семейством от правителя герба в виде лилии в 1473 году. После этого герба эта ветвь семьи называла себя «лилией», чтобы отличить её от родственников «оленей».
Вплоть до 2009 г. историки предполагали, что Якоб Фуггер, получивший посвящение в возрасте 12 лет, жил как каноник в аббатстве Херриден в Средней Франконии до 1478 г.. Однако документ из Дома, суда и государственного архива в Вене доказывает, что Якоб Фуггер в 14 лет представлял Фуггеров в Венеции ещё в 1473 г.. Недавние исследования предполагают, что Якоб работал с 1473 по 1487 г. в основном в доме немецких купцов в Венеции Фондако-деи-Тедески. Город был не только торговым центром Средиземноморья, но также позволил немцу получить хорошее образование в области банковского дела и, прежде всего, в металлургическом бизнесе. Пребывание Якоба Фуггера в Италии в течение нескольких лет привело к строительству первых в Германии зданий эпохи Возрождения в Аугсбурге. Юридические и архитектурные структуры основанного им Фуггераев, возможно, также были вдохновлены социальными поселениями в Венеции и находились под их влиянием.

### Горнодобыча Тироля
Якоб Фуггер начал бизнес в горнодобывающей промышленности недалеко от Зальцбурга. Он ссужал деньги по долговым распискам независимым владельцам серебряных рудников в Зальцбурге, которые постоянно нуждались в капитале. Однако он не имел для этого выданных векселей — как это было бы обычно — а требовал кукс (пакет акций в активах горнопромышленного союза) и мог использовать это участие, чтобы заставить все больше и больше горнодобывающих компаний в Гаштейне и Шладминге продавать ему серебро напрямую, а не передавать посредникам.
Якоб Фуггер отвечал за бизнес семьи на маршруте Аугсбург-Тироль-Венеция-Рим. Около 1485 г. Фуггеры также основали факторию в Инсбруке (с 1510 г. в Халль-ин-Тироле, с 1539 г. в Швацt). Именно там в 1485 г. выдачей кредита Якоб Фуггер начал сотрудничать с графом Тироля и эрцгерцогом Сигизмундом. Как единственный владелец тирольского бергрегала, правитель предоставлял права на добычу полезных ископаемых частным арендаторам шахт, которые должны были выплачивать ему часть дохода в качестве арендной платы. Хотя граф имел доход от этого бизнеса, за что получил прозвище «богатый на монеты», он постоянно нуждался в деньгах на содержание экстравагантного двора, обеспечение многочисленных внебрачных детей и обширные строительные работы. Когда в результате войны с Венецией ему пришлось возместить ущерб в размере 100 тыс. гульденов Якоб Фуггер выступил в качестве кредитора. В 1488 году кредитные обязательства Габсбурга перед семьей Фуггеров составили более 150 тыс. гульденов. В дополнение к этой сумме особого внимания заслуживал способ оплаты: Якоб Фуггер выплатил деньги не самому правителю, а его кредиторам в лице двора и ремесленников. В результате Фуггеры получили «временное право на всё серебро и медь». В 1517 г., например, Фуггеры обеспечивали примерно половину государственного бюджета Тироля. Тирольский летописец писал: «Все, что имеет значение денег, было перемещено в эту страну, семья Фуггеров из Аугсбурга владеет большим поместьем в Шваце и ежегодно получает от него 200 тыс. гульденов». Подобная практика была распространена, например император Максимилиан I (за некоторыми исключениями) закладывал «все доходные владения и дворы» и извлекал из них выгоду. Историк Эйке Эберхард Унгер считал: «Однако Фуггеры не всегда получали такую огромную прибыль, как о них говорили …» Маттеус Шварц был главным бухгалтером Фуггеровского торгового дома и доверенным лицом семьи. После своего торгового ученичества в Милане и Венеции, где он приобрел знания в области бухгалтерского учёта, в 1516 году он получил работу у Якоба Фуггера.

### Отношения с Максимилианом I
Расширение чрезвычайно рискованной, хотя и чрезвычайно прибыльной деловой связи между Фуггерами и римским королём Максимилианом, несомненно, можно отнести на счет Якоба. Решение поддержать правителя было основано на его оценке того, что дом Габсбургов будет играть решающую роль в будущем Германии. Якоб Фуггер впервые встретился с ним в 1489 г. на Франкфуртской ярмарке. В то время его планы относительно все ещё независимого Тироля уже обсуждались с королевским канцлером Иоганном Вальднером. Когда герцог Сигизмунд и тирольские сословия встретились 16 марта 1490 г., там был и Максимилиан. Под давлением сословий, обвинивших его в бесхозяйственности, Сигизмунду пришлось отречься от престола в пользу Максимилиана, который обязался выплатить все ссуды своего предшественника.
Это сделало Фуггеров одним из самых важных спонсоров Максимилиана, который был соправителем Священной Римской империи с 1486 года, а с 1493 г. — единым правителем после смерти своего отца Фридриха III. Максимилиан, «последний рыцарь», как его также называли, когда-то считался «худшим правителем из всех Габсбургов и расточительным до безумия». Сегодня это суждение рассматривается более дифференцированно: несмотря на все финансовые трудности и многочисленные неудачные политические проекты, признается, что Максимилиану I в конечном итоге удалось реализовать свои планы. Благодаря браку, а не войнам, он закрепил за домом Габсбургов королевства Испании, Богемии и Венгрии.
15 июля 1507 г. Максимилиан I за 50 тыс. гульденов продал Якобу Фуггеру графство Кирхберг недалеко от Ульма, соседнее владение Вайсенхорн с одноимённым городом и владения Вулленштеттен и Пфаффенхофен-ан-дер-Рот из владений Габсбургов в Передней Австрии 1508 году Максимилиан I также продал Хофмарк Шмихен Якобу Фуггеру, а в 1514 году — светлость Бибербаха. Император Максимилиан I возвел Якоба Фуггера в дворянство в 1511 году и назначил его имперским графом в 1514 году, чтобы жители Аугсбурга могли осуществлять его правление без сопротивления со стороны знати.
Критика со стороны реформатора Мартина Лютера, который в значительной степени не был знаком с экономическими требованиями, бизнеса Фуггера и новаторских изображений истории Фуггера («Купи себе императора» и т. Д.), Привела к мнению, что Якоб Фуггер получил короля через свои ссуды. Максимилиану I и императору Священной Римской империи в руке. Скорее, более поздние исследования предполагают обратное. В конце своей жизни Максимилиан I был так сильно должен Якобу Фуггеру, что аугсбургский банкир не мог не продолжать поддерживать Габсбургов. Когда внук и преемник Максимилиана Карл I планировал избраться королем Германии и будущим императором Священной Римской империи в 1519 г., Якоб Фуггер выдал 545 585 из почти 852 000 гульденов, которые пошли на подкуп курфюрстов во избежание избрания французского короля Франциска I. В итоге семейную компания Фуггеров впала в зависимость от Габсбургов, позже они потеряли большую часть своего состояния в результате трех банкротств испанского государства.

### Горнодобывающая компания Фуггеров
Вероятно, по настоянию Якоба Фуггера компания была преобразована в 1494 году в одно из первых полных товариществ в Европе (compagniapalese согласно французскому законодательству). В то же время название было изменено на «Ульрих Фуггер и Гебрюдер фон Аугсбург» с целью продемонстрировать, что трое вовлеченных братьев имели равные права в деловых вопросах. Это событие отражает значительно возросшее влияние Якоба в компании. Уже в конце 1480-х Якоб Фуггер все больше определял политику компании, хотя старший брат Ульрих всегда управлял компанией извне. На это указывает тот факт, что «тирольские источники почти последовательно говорят о компании Якоба Фуггера и что позже им были заключены и центральные контракты венгерской торговли».
В последующие годы Якоб Фуггер чрезвычайно выгодно использовал огромный потенциал роста горнодобывающей промышленности и торговли рудой. В качестве обеспечения габсбургских и венгерских ссуд ему были переданы доходы от добычи полезных ископаемых в Тироле (добыча в Шваце) и права на добычу полезных ископаемых в Верхней Венгрии. Таким образом горнодобывающая компания, наконец, заняла доминирующее положение в торговле медью в Священной Римской империи. Вместе со своим деловым партнером Хансом Турзо Фуггеры в 1494 г. основали «Венгерскую торговлю». Финансируемые Фуггерами шахты в Нойзоле (Банска-Бистрица) принадлежали Венгерскому королевству. Теперь Якоб создал настоящую горнодобывающую компанию: в дополнение к плавильному заводу в Нойзоле в 1495 году был основан завод по плавке с обогащением металла Фуггерау в Каринтии, а вскоре после этого — аналогичное производство в Хоэнкирхене в Тюрингии и в Мошнице. Медь распространялась через торговые посты в Бреслау, Лейпциге, Кракове и Офене. Для транспортировки к Балтийскому морю Якоб Фуггер специально построил новую дорогу через Яблунковский перевал, по которому медь шла в порты в Данциге, Штеттине и Любеке. Оттуда медь из Верхней Венгрии отправлялась через Антверпен в Лиссабон, где она была самым важным португальским товаром для экспорта в Индию. Медь Фуггера из Нойзоля поступала на рынок меди в Венеции через Винер-Нойштадт и адриатические порты Триест и Сень. В 1502 году Фуггеры занялись добычей золота в Силезии. На производство меди в Словакии приходилось почти 40 процентов производства меди в Европе. 40 процентов меди в Европе поступали из Тироля, где Фуггеры в основном доминировали на рынке. Таким образом, аугсбургская компания занимала доминирующее положение в медном бизнесе в Европе, хотя и не была монополией. «Handelsblatt» писала: «Для тысяч горняков, работавших на рудниках и плавильных заводах Фуггера, жизнь была (…) такой же неопределенной и тяжелой, как и для промышленного пролетариата 19 века».

### Отношения с Ганзой
Транспортировка фуггеровского угля и стальной продукции к Балтийскому морю через коммерческие контракты, а также по построенным ими лично дорогам и рекам противоречило интересам Ганзейского союза, который и так страдал из-за изменений в морской торговле и открытия Америки. У Якоба Фуггера был там собственный торговый пост, который торговал между Антверпеном и Лиссабоном, через этот торговый путь в Аугсбург поступали экзотические товары.
Уже в начале 16 века Фуггеры переместили свои торговые интересы в северную Европу, чтобы открыть и расширить там новые рынки. Первые филиалы находятся в Антверпене (1494 г.) и в Любеке (1496 г.). Особое значение занимал Данциг, откуда шла торговля медью. Ганзейский союз слишком поздно отреагировал на конкуренцию Фуггеров в Верхней Германии, особенно против шведской меди. Поскольку Данциг, Штеттин и Гамбург вместе с Любеком отказались принимать меры против Фуггеров, открытая борьба наступила больше. Когда в ноябре 1510 г. голландский корабль с 200 тоннами меди из Верхней Венгрии отчалил от порта Данциг, он был захвачен у полуострова Хела кораблём Ганзы.
Торговый дом Фуггеров ожидал, что Священная Римская Империя поможет их стратегическим усилиям по расширению торговли, которые должна была распространиться из Прибалтики на территорию Великого княжества Московского и обеспечит защита транспортировки их товаров, которые следовали через порты Балтии. Однако Ганзейский союз не был подвержен имперской опале, а влияние нижнегерманских городов могло заставить опасаться подачи рейхсфискалом иска против швабов по обвинению в монополии. В результате Фуггеры не могли отомстить ганзейцам, но и союз не должен был препятствовать расширению торговли семейства в странах Балтии. Избрание Льва X не привело к усилению власти римской ветви Фуггеров в Южной Европе, поскольку тот происходил из семьи Медичи и предпочитал семейные связи. С другой стороны, напряженность между Венецианской республикой и императором, чьи просьбы о кредитах к Фуггеру не ослабевали, повысила статус Фуггеров. 17 июля 1514 года Якоб Фуггер стал первым немецким купцом, получившим титул имперского графа.

### Отношения с Ватиканом
Примерно в 1495 году Фуггеры были «первым торговым домом Верхней Германии, который имел прямые деловые отношения с курией». После смерти папы Александра VI в августе 1503 г. Якоб Фуггер активизировал свои контакты с Ватиканом в Риме. В 1505/06 году он финансировал набор швейцарской гвардии для нового папы Юлия II. Первые сделки священника Маркуса Фуггера, умершего в 1478 году, в Риме датируются примерно 1473 годом. В 1477 году Фуггеры впервые перевели церковные доходы из Швеции. Между 1508 и 1524 годами Фуггеры с перерывами арендовали римский монетный двор («zecca»). С этого периода задокументирован выпуск 66 монет для четырёх пап. Фуггеры были представлены только торговым постом в Риме до конца 1530-х годов (не в последнюю очередь из-за разграбления Рима силами имперцев и недружелюбного к Германии папы Климента VII).
Как один из ведущих банкиров Европы и благодаря своим тесным контактам с Ватиканом, Якоб Фуггер также занимался продажей индульгенций, которые тогда были средством финансирования церквей, больниц и возведения дамб в Северном море. Система индульгенций приобрела дурную славу только потому, что её слишком часто использовали папы эпохи Возрождения, которые увлекались строительством и любовью к искусству, а также правители, занимавшиеся продажей индульгенций.
В 1515 году банк предоставил ссуду в размере 48 тыс. гульденов архиепископу Магдебурга и Майнца Альбрехту Бранденбургскому для приобретения двух архиепископств, который для выплаты отдал семейству половину из новой объявленной Львом X индульгенции для строительства базилики Святого Петра в Риме. Для Фуггеров продажа индульгенций была с экономической точки зрения совершенно незначительным банковским бизнесом. Тем не менее продажа индульгенций создавала значительный конфликтный потенциал, и из-за моральной сомнительности способствовала развитию Реформации в Германии. В 1520 г. Лютер написал свое эссе «К христианской знати германской нации», в котором атаковал  Якоба Фуггера.

### Зарубежная торговля
Торговля товарами играла для Фуггеров лишь незначительную роль по сравнению с их горнодобывающими компаниями. Участие Якоба Фуггера в ранних торговых экспедициях занимает видное место в истории Фуггера только из-за связанной с ним экзотики.
После того, как португалец Васко да Гама открыл морской путь в Индию в 1498 г. и создал португальскую монополию на пряности, Якоб Фуггер также стал заниматься торговлей пряностями и открыл торговый пост в Лиссабоне в 1503 году. 3 октября 1503 года он получил разрешение от Casa da India на торговлю перцем, другими специями и предметами роскоши, такими как жемчуг и драгоценные камни. В 1505 году компания вместе с другими аугсбургскими, нюрнбергскими и генуэзскими торговыми домами внесла 3 тыс. гульденов в первую (и единственную) экспедицию в Индию с участием немецких компаний. Три торговых корабля отплыли из Лиссабона 25 марта 1505 г. вместе с флотом из 22 кораблей первого португальского вице-короля Индии Франсишку ди Алмейды и достигли западного побережья Индии 13 сентября 1505 г. , через год вернувшись в Лиссабон. Хотя в качестве пошлины 1/3 ввозимых товаров уходила королю Португалии, чистая прибыль составила 175 %. Португальский король Мануэл I теперь объявил торговлю специями с Индией монополией короны, чтобы обеспечить доход и исключить иностранных торговцев. Однако португальцы по-прежнему зависели от поставок фуггеровской меди, которая была незаменимым экспортным товаром в индийской торговле, и только Якоб Фуггер мог предоставить её требумое количество. Фуггеры уже вели переговоры с португальцами в 1493 г. в Аугсбурге об экспедиции в Китай, которая в конечном итоге не состоялась.
В отличие от аугсбургских Вельзеров, Фуггеры крайне осторожно относились к торговле с Дальним Востоком и Америкой. Якоб Фуггер вложил сравнительно небольшую сумму во вторую торговую экспедицию в 1525 г., которая должна была пройти через южную оконечность Америки к островам Пряностей. Полный провал экспедиции испанца Гарсиа Хофре де Лоайса к Молуккским островам доказал правоту аугсбургского купца.

### Кризис
Фуггерам нужен был огромный капитал, особенно для добычи полезных ископаемых в Верхней Венгрии. В 1496 г. кардинал и епископ Бриксена Мельхиор фон Меккау был главным финансовым покровителем Фуггеров. В обход капитула он под проценты тайно предоставил Фуггеру около 150 тыс. гульденов на протяжении многих лет, нарушая существовавший запрет священнослужителям зарабатывать на ростовщичестве. В 1509 г. фон Меккау внезапно скончался в Риме, были найдены депозитные квитанции Фуггера. Папа, Бриксенское епископство епархия и семья фон Мекау как потенциальные наследники потребовали немедленной выплаты залога, что привело бы Фуггеров к неплатежеспособности. Максимиллиан заявил о своей готовности вмешаться в военный конфликт папы Юлия II с Венецией в обмен на признание Габсбургов наследниками покойного кардинала, чьё наследство в 100 тыс. гульденов, могло быть зачтено в счет непогашенных требований Фуггера. Фуггеры заплатили папе драгоценностями. Однако в том же 1509 г. император потребовал соответствующей компенсации, и Якоб Фуггер выдал ему 170 тыс. гульденов для финансирования войны против Венеции.
После смерти своего брата Ульриха (Георг умер в 1506 г.) Якоб Фуггер управлял семейным бизнесом в одиночку, компания стала называться «Якоб Фуггер и Гебрюдер Зёне». К своей смерти Фуггеру удалось увеличить капитал компании с 200 тыс. (1511 г.) до 2 млн гульденов.
Якоб Фуггер по вопросу о законности получения процентного дохода обратился за юридической консультацией к Иохану Экку. Тот утверждал, что депозиты под проценты и убытки не вызывают беспокойства, в отличие от инвестиций с фиксированным доходом. Экк начал предварительную работу со своим «Tractatus de contractu quinque de centum» (1514 г.), в котором он перечислил триста аргументов. Фуггер попросил Экка подготовить экспертное заключение по депозитному соглашению, в котором он выступал против традиционного запрета католической церкви на проценты и выступал за процентную ставку в размере пяти процентов. 12 июля 1515 г. он произвел фурор на диспуте по вопросу о запрете процентов в Болонском университете. В центральном вопросе получения процентов Экк, который ранее имел контакты с банком Фуггера в Аугсбурге, выступал за процентную ставку в 5 %..

### Отношения с Карлом V
Император Максимилиан умер в январе 1519 года и оставил своему 19-летнему внуку — герцогу Бургундскому и королю Испании Карлу претензии на имперский престол. Чтобы политически обезопасить имевшиеся долговые расписки Габсбургов (более 170 тыс. гульденов), Якоб поддержал юношу. Коллегия выборщиков состояла из трех церковных князей (архиепископы Майнца, Кельна и Трира) и четырёх светских князей (король Богемии, Саксонии, маркграф Бранденбургский и курфюрст Пфальца). Свои кандидатуры также выставили английский король Генрих VIII и французский король Франциск I. В преддверии выборов последний заручился голосами архиепископа Трира и курфюрста Пфальца, а также был готов потратит на своё избрание 300 тыс. гульденов. В этой ситуации Карл обеспечил своё избрание выплатой всем семи курфюрстам 851 918 гульденов, которые были получены: 543 585 — от Фуггера, 143 тыс. гульденов — от Вельзеров и 165 тыс. гульденов от трёх итальянских банкиров. 28 июня 1519 года Карл был единогласно избран римским королем, через несколько дней папа римский разрешил ему называть себя избранным императором (коронация папой состоялась в 1530 г. в Болонье и стала последней в истории).
В 1521 году Карл V был должен Якобу Фуггеру 600 тыс. гульденов, 400 тыс. из которых он компенсировал производством тирольского серебра и меди. Когда имперские сословия на рейхстаге в Нюрнберге в 1523 г. обсуждали ограничение коммерческого капитала и количество филиалов компаний, Якоб Фуггер написал императору и напомнил о предоставленной в прошлом помощи : «Также сознательно и очевидно, что ваше императорское величество не смогло бы получить без моей помощи римскую корону…». Одновременно с требованием немедленного погашения открытых обязательств Якобу удалось убедить императора остановить идею ограничения монополии. В 1525 году Якоб Фуггер также получил в аренду на три года ртутные и киноварные рудники в Альмадене в Кастилии. Фуггеры оставались в испанском горнодобывающем бизнесе до 1645 г.
В ходе крестьянской войны в Германии Якоб Фуггер назвал бунтующих крестьян «ленивым сбродом», обвинив их в «желании разбогатеть, не прилагая усилий». Он оказал финансовую поддержку боровшемуся с восставшими Швабскому союзу
Сын Якоба Фуггера — старшего. Будущий банкир учился бухгалтерскому учёту и двойной записи в Венеции, и на протяжении всей жизни не терял связей с торговой республикой. Он первым из Фуггеров решился перейти от торговли шерстью и восточными пряностями к кредитным операциям, позднее присоединив к ним горное дело.
В 1488 году братья Фуггеры ссудили эрцгерцога Сигизмунда Тирольского суммой в 150 000 флоринов, до выплаты которых получили право дёшево покупать всю добычу серебра копей Шваца. Параллельно с этим Фуггер с братьями и прямо скупал горные промыслы в Тироле, Каринтии и Венгрии. Максимилиан I, германский император, неоднократно обращался к Фуггерам и получал от них крупные суммы под залог добычи серебряных или медных копей. Фактически Фуггер стал придворным банкиром императора.
Чтобы сбывать серебро и медь, получаемые из тирольских и иных рудников, Якоб Фуггер непрестанно расширял свои торговые обороты. В 1505 году он принял участие в большом предприятии итальянских купцов в Индии; около этого же времени появляется контора Фуггеров в Антверпене, которая сперва была торговым отделением, а потом сделалась главным образом банкирской конторой. Большие обороты приносило кредитование папского двора — в Риме также действовала контора Фуггеров.
Карл V Габсбург сделал Фуггеров экономической опорой своей власти. Без фуггеровских капиталов ему не удалось бы получить короны Священной Римской империи. Чтобы противодействовать Франциску I, скупавшему голоса выборщиков, германские банкиры ссудили его в 1519 году фантастической суммой в 850 000 золотых флоринов; из них 543 000 флоринов выделил лично Якоб Богатый.
В конце жизни Фуггер стал распространять свои операции на Испанию. В 1524 году Фуггеры взяли на откуп у испанской короны доходы трех испанских рыцарских орденов — Сантьяго, Калатрава и Алькантара. Этот откуп около столетия был главной статьей их огромных денежных дел в Испании. К этому позднее присоединилась разработка ртутных россыпей в Альмадене и серебряных рудников Гуадалканала. Откупная сумма была огромна, короли Испании её постоянно поднимали, но и доходы Фуггеров были очень велики; генуэзские банкиры постоянно старались перебить у них откуп.
Якоб Фуггер умер в начале 1526 года бездетным. Состояние фамилии в период между 1487 и 1511 годами удесятерилось и стало достигать 200 000 гульденов; в период между 1511 и 1528 годами оно уже составляло около 2 млн гульденов, то есть снова удесятерилось.
Из его племянников Ульрих умер до него, Иероним оказался непригодным для дела, Раймунд был слаб здоровьем; поэтому, согласно воле Якоба, руководителем предприятия сделался Антон Фуггер.

## Память
Якоб Фуггер не был ни первым капиталистом, ни создателем первой международной группы компании. Ранний капитализм с банками, сбором процентов и безналичными платежными операциями, системами бухгалтерского учёта, междугородней торговлей, общеевропейской сетью филиалов и системами внутренней связи компании были знакомы итальянским купцам самое позднее с XIII в. (к величайшим банкирам Европы принадлежали флорентийские семьи Барди и Перуцци в XIV веке). При Якобе Фуггере зарубежная торговля компании ограничивалась несколькими крайне осторожными участиями в торговых экспедициях. С другой стороны, сеть его филиалов была впечатляющей — известно почти 20 факторий (после Венеции (1473 г. или ранее) и Нюрнберга (не позднее 1474 г.) были фактории в Милане (не позднее 1483 г.). , Инсбруке (1485), Антверпене (1493), Риме (1500) и Лиссабоне (1503)). Также были фактории в Офене, Кракове, Нойзоле, Данциге, Любеке, Амстердаме, Бреслау, Лейпциге и Вене. Кроме того, было более 30 более мелких филиалов, шахт и перерабатывающих заводов.
Способность Якоба Фуггера использовать фундаменты, здания и высококачественное искусство в качестве средства для создания престижа и «памяти» его семьи была выдающейся. У него определённо было острое чувство развития социального капитала и создания политических сетей посредством «работы над взаимоотношениями». Чтобы иметь возможность управлять торговой сетью и структурой компании с планировкой Фуггера и доступными в то время трафиком и информационными технологиями, Якоб Фуггер должен был преуспеть в наборе и удержании чрезвычайно способных сотрудников. Это относится и к членам его собственной семьи, среди которых только самые способные считались его преемниками. Якоб Фуггер управлял компанией абсолютно монархически, по крайней мере, последние 15 лет. Всегда узнаваема жесткость по отношению к конкурентам и политическим оппонентам, собственным родственникам, а также к самому себе.
Якоб Фуггер — один из самых известных немцев и самый известный из Аугсбурга. В 1967 году бюст Якоба Фуггера был установлен в «Зале славы немцев» недалеко от Регенсбурга.
С 1963 года медаль Ассоциации баварских издателей газет имени Якоба Фуггера через нерегулярные промежутки времени вручается за «выдающиеся заслуги и выдающиеся достижения в журнальной печати». Эта награда является одной из самых известных наград в индустрии немецкоязычных журналов. Якоб Фуггер также изображен на медали за заслуги перед фондами, которая присуждается Федеральной ассоциацией немецких фондов видным деятелям фондов. Как основатель Фугеррая, Якоб Фуггер считается образцом для подражания.

## Генеалогическое древо
| Якоб Старший фон Лилия (von der Lilie) (1398—1469) |

| Ульрих Старший (1441—1510) |

| Георг (1453—1506) |

| Якоб Богатый (1459—1525) |

| Ульрих Младший (1490—1525) |

| Раймунд (1489—1535) |

| Антон (1493—1560) |

| Ганс Якоб (1516—1575) |

| Георг (1518—1569) |

| Ульрих (1526—1584) |

| Маркус (1529—1597) |

| Ганс (1531—1598) |

| Якоб (1542—1598) |

| Зигмунд (ум. 1600) |

| Филипп Эдуард (1546—1618) |

| Октавиан Секундус (1549—1600) |

| Кристоф (1566—1615) |

| Якоб (1567—1626) епископ Констанца |

| Генрик Мария (1886—1959) |

## В кино
- «Вход в лабиринт» — режиссёр Валерий Кремнёв (СССР, 1989). В роли Якоба Фуггера — Альгимантас Масюлис.
- «Кукловоды» (нем. Die Puppenspieler) — режиссёр Райнер Кауфман (ФРГ, 2017). В роли Фуггера — Херберт Кнауп.

## Комментарии
1. ↑  Der Reichsfiskal war ein rechtsgelehrter kaiserlicher Beamter, der ab dem 16. Jahrhundert die Rechte des Kaisers bei den Reichsgerichten vertrat, insbesondere bei der gerichtlichen Verfolgung derer, die gegen kaiserliche Gesetze, Befehle und Urteile verstießen.